# Ettore Panizza

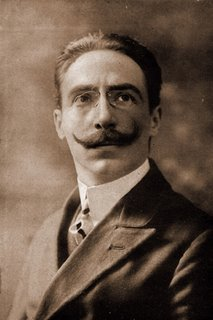
Ettore Panizza, 1908

Ettore Panizza (auch Héctor Panizza) (* 12. August 1875 in Buenos Aires; † 27. November 1967 in Mailand) war ein argentinischer Komponist, Dirigent und Musikpädagoge Italienischer Abstammung.

## Leben
Héctor Panizza studierte am Conservatorio Giuseppe Verdi in Mailand. Als Komponist ist er vor allem für seine vier Opern bekannt. Sein bekanntestes Werk ist die Oper Aurora (1908), bekannt durch die „Cancion A La Bandera“, die in Argentinien als Lied zum Gruß der Nationalflagge Verwendung findet. Auch als Dirigent hat er vor allem Werke der Gattung Oper geleitet.
Im Jahre 1952 veröffentlichte er seine Autobiografie Medio Siglo de Vida Musical.

## Diskographie
- Giuseppe Verdi – Otello – Giovanni Martinelli, Elisabeth Rethberg – Metropolitan Opera 1938, Naxos
- Giuseppe Verdi – La traviata – Rosa Ponselle, Fredrick Jagel, Lawrence Tibbett – Metropolitan Opera
- Giuseppe Verdi – La traviata – Bidu Sayão, Bruno Landi, Thelma Votipka, Alessio De Paolis, 1942
- Giuseppe Verdi – Simon Boccanegra – Elisabeth Rethberg, Giovanni Martinelli, Lawrence Tibbett, Ezio Pinza, Leonard Warren. 1939
- Giuseppe Verdi – Aida – Zinka Milanov, Arthur Carron, Richard Bonelli, Bruna Castagna, Norman Cordon; 1939
- Giuseppe Verdi – Il trovatore – Stella Roman, Bruna Castagna, Arthur Carron (o Charles Kullman), Norman Cordon; 1941
- Giuseppe Verdi – Un ballo in maschera – Stella Roman, Giovanni Martinelli, Bruna Castagna, Josephine Antoine, Norman Cordon, Nicola Moscona; 1942
- Amilcare Ponchielli – La Gioconda – mit Zinka Milanov, Giovanni Martinelli, Metropolitan 1939
- Giacomo Puccini – Madama Butterfly – Licia Albanese, Charles Kullman, Irra Petina; 1941
- Puccini – Tosca – Grace Moore, Frederick Jagel, Alexander Sved, 1942
- Felipe Boero – Oper El Matrero; Mendelssohn – Symphonie Nr 4[1]
- Mozart – Le nozze di Figaro. Ezio Pinza, John Brownlee, Licia Albanese, Jarmila Novotna, Elisabeth Rethberg – Metropolitan 1940